# Лебедёвское сельское поселение (Челябинская область)
Лебедёвское се́льское поселе́ние (Лебедёвское СП) — муниципальное образование в Еткульском районе Челябинской области Российской Федерации. В рамках административно-территориального устройства муниципальное образование  соответствует административно-территориальной единице Лебедёвский сельсовет.
Административный центр — село Лебедёвка.

## История
Статус и границы сельского поселения установлены Законом Челябинской области от 16 ноября 2004 года № 310-ЗО «О статусе и границах Еткульского муниципального района и сельских поселений в его составе».

## Население
| 2002 | 2010 | 2011 | 2012 | 2013 | 2014 | 2015 |
| ---- | ---- | ---- | ---- | ---- | ---- | ---- |
| 690  | ↗721 | ↘720 | ↘680 | ↗689 | ↘666 | ↘651 |
| 2016 | 2017 | 2018 | 2019 | 2020 | 2021 |      |
| ↘645 | ↘635 | →635 | ↘626 | ↗628 | ↘618 |      |

## Состав сельского поселения
| № | Населённый пункт | Тип населённого пункта       | Население |
| - | ---------------- | ---------------------------- | --------- |
| 1 | Лебедёвка        | село, административный центр | ↗609      |
| 2 | Погудино         | деревня                      | ↘112      |